# لانسينغ (إلينوي)
لانسينغ (بالإنجليزية: Lansing)‏ هي قرية تقع في الولايات المتحدة في مقاطعة كوك، إلينوي. يقدر عدد سكانها بـ 28,331 نسمة .

## أعلام
- هاري سميث